# HEROES/微熱(A)girlサマー/つづれ織り〜so far and yet so close〜
「HEROES／微熱Ⓐgirlサマー／つづれ織り〜so far and yet so close〜」（ヒーローズ／びねつ・ア・ガール・サマー／つづれおり ソー・ファー・アンド・イェット・ソー・クローズ）は、2015年5月25日にloversoul music & associatesから発売されたGLAYの通算52作目のシングル。

## 概要
「BLEEZE 〜G4・III〜」「百花繚乱／疾走れ！ミライ」に続く20th Anniversary Year第3弾シングル で、豪華トリプルタイアップシングルとしてリリースされる。
発売形態は、CD＋DVD盤、CD Only盤に加え、アニメイトオリジナル特典「テレビアニメ『ダイヤのA』書き下しドラマCD」、Loppi・HMVオリジナル特典「東京ドームエディションDVD」、G-DIRECTオリジナル特典「テレビアニメ『ダイヤのA』オープニング映像DVD」の購入特典がそれぞれ付く。DVDには、「HEROES」「つづれ織り〜so far and yet so close〜」のミュージック・ビデオ及びメイキングに加え、「GLAY ARENA TOUR 2014-2015 Miracle Music Hunt」のライブ映像「つづれ織り〜so far and yet so close〜」「さくらびと」を収録。
今作のアートワーク、「HEROES」のミュージック・ビデオは、「DARK RIVER」を手がけた関和亮が再び担当している。
また、発売日同日には、Zepp Tokyoにてニューシングル予約者限定ライブ『NEW SINGLE 「HEROES/微熱Ⓐgirlサマー/つづれ織り〜so far and yet so close〜」presents 東京ドーム前夜祭〜微熱〜girl Tokyo〜』が開催された。

## 収録曲

### CD
1. HEROES
  - 作詞・作曲：TERU / 編曲：GLAY & SEIJI KAMEDA

テレビ東京系アニメ『ダイヤのA -SECOND SEASON-』オープニングテーマ[1]。
テレビ神奈川 第97回全国高等学校野球選手権神奈川大会中継テーマソング。
前作「疾走れ!ミライ」と同様、TERUが作詞・作曲を担当。爽やかなロックナンバーで、夢を追う人々の背中を押す応援ソングとなっている[1]。
また、10年越しとなる東京ドーム公演『20th Anniversary Final GLAY in TOKYO DOME 2015 Miracle Music Hunt Forever』（5月30日・5月31日開催）のテーマソングともなる[1]。
2. 微熱Ⓐgirlサマー
  - 作詞・作曲：HISASHI / 編曲：GLAY & SEIJI KAMEDA

コンタクト専門店アイシティ 夏のキャンペーンCMソング[3]。
HISASHIが手がけたスカ調のビートサウンドで、爽やかな夏をテーマにしたナンバー[3]。
ドラムにはねごとの澤村小夜子、アレンジに田中知之（FPM）を起用[3]。女性ドラマーを起用したのは、今作が初となる[1]。
3. つづれ織り〜so far and yet so close〜〈Live from Miracle Music Hunt 2014-2015〉
  - 作詞・作曲：TAKURO / 編曲：GLAY

バラードベストアルバム『-Ballad Best Singles- WHITE ROAD』収録曲で、全国アリーナツアー『GLAY ARENA TOUR 2014-2015 Miracle Music Hunt』のライブバージョンで収録。
13thアルバム『MUSIC LIFE』の特典ディスク「BALLAD BEST☆MELODIES」の収録楽曲を選ぶ投票企画で1位を獲得、『GLAY ARENA TOUR 2014-2015 Miracle Music Hunt』での披露による反響により[4]、USENリクエスト J-POP HOT30 2015年1月14日付のランキングで1位を獲得[4]、無料映像配信サービス「GYAO!」と写真3000枚を公募しミュージック・ビデオが制作された[1][5] ことなどの話題により、発表から10年を経て初めてシングルカットとなった[6]。
4. Album「MUSIC LIFE」reprise
13thアルバム『MUSIC LIFE』のメドレー。収録曲は順に「疾走れ!ミライ」「TILL KINGDOM COME」「MUSIC LIFE」「Only Yesterday」「Hospital pm9」「百花繚乱」「妄想コレクター」「祭りのあと」「BLEEZE (ALBUM VER.)」。

### DVD
- 「HEROES」MUSIC VIDEO
- 「HEROES」MUSIC VIDEO MAKING
- 「つづれ織り〜so far and yet so close〜」MUSIC VIDEO
- 「つづれ織り〜so far and yet so close〜」MUSIC VIDEO MAKING
- Live from Miracle Music Hunt 2014-2015

1. つづれ織り〜so far and yet so close〜
2. さくらびと

### スペシャルオリジナルドラマCD「疾走れ！ミライ」
アニメイトオリジナル特典CD。「ダイヤのA」の主要キャストがGLAYの東京ドーム公演を見に行く設定のドラマ。出演は沢村栄純（CV：逢坂良太）、降谷暁（CV：島﨑信長）、小湊春市（CV：花江夏樹）、金丸信二（CV:松岡禎丞）、東条秀明（CV：蒼井翔太）。

### Road to Tokyo Dome
Loppi HMV特典DVD。2015年5月30日・5月31日に開催される東京ドーム公演までの道のりを、これまでの東京ドーム公演のライブ映像でたどるスペシャルムービー。
- Young Oh! Oh!（GLAY DOME TOUR pure soul 1999）
- 嫉妬（GLAY DOME TOUR 2001‐2002 "ONE LOVE"）
- つづれ織り〜so far and yet so close〜（GLAY 10th Anniversary Year Final GLAY DOME TOUR 2005 "WHITE ROAD"）

### テレビアニメ『ダイヤのA』オープニング映像DVD
G-DIRECT特典DVD。テレビアニメ「ダイヤのA」の「疾走れ！ミライ」「HEROES」のオープニングスペシャル映像を収録。

## 収録アルバム
HEROES
- SUMMERDELICS
- DRIVE 2010〜2026 -GLAY complete BEST

微熱Ⓐgirlサマー
- SUMMERDELICS